# Медаль «За Іспанську кампанію»
Медаль «За Іспанську кампанію» (ісп. Medalla de la Campaña Española) — іспанська військова нагорода часів Громадянської війни в Іспанії, призначена для нагородження членів Іспанської фаланги, Легіону «Кондор» та італійського корпусу добровольчих військ.

## Історія
Заснована 26 січня 1937 року. Точна кількість нагороджених невідома.

## Опис
Бронзова медаль, повністю пофарбована чорною матовою фарбою, з позолоченою окантовкою і елементами дизайну.
На аверсі медалі, обрамленому лавровим листям, зображений іспанський лев, що перемагає дракона, який символізує комунізм (на драконі присутній серп і молот). На тлі в променях сонця присутні 2 меча, розташовані вертикально і горизонтально. Написана дата 17 JVLIO 1936 (17 липня 1936), що ознаменувалася початком збройного заколоту іспанських військових проти республіканців.
На реверсі в обрамленні зображені слова ARRIBA ESPAÑA («Вперед, Іспанія») і круговий напис GENESSMO. FRANCO VICTOR. - UNA GRANDE, LIBRE, IMPERIAL, M HISP. GLOR. У центрі зображений орел, що тримає в пазурах герб часів Франсіско Франко. Під крилом зображений пучок схрещених стріл — знак Іспанської фаланги. Нижче -— стилізований іспанський сталевий шолом, що втілює збройні сили. Отже, тут зображені три сили (державна, партійна і військова), що символізує їх єдність.

Планка медалі для військовослужбовців

Медаль, призначена для військовослужбовця має стрічку з яскраво жовтою смугою в центрі потім двома червоними смугами і двома вузькими чорними смужками по краях. Медаль, призначена не для військовослужбовця (цивільної особи, що бере активну участь в бойових діях або нестройових осіб), має замість чорних зелені смужки по краях.

Планка медалі для цивільних

## Правила носіння
Носіння медалі передбачалося в центрі лівої нагрудної кишені.
Також, для солдатів Легіону Кондор можливо було додавання стрічки медалі в загальну для німецьких солдатів орденську планку.